# Liste der Mitglieder der Deutschen Akademie der Naturforscher Leopoldina/1824
Die Liste der Mitglieder der Deutschen Akademie der Naturforscher Leopoldina für 1824 enthält alle Personen, die im Jahr 1824 zum Mitglied ernannt wurden. Insgesamt gab es zwölf neu gewählte Mitglieder.

## Mitglieder
| Nr.  | Name                                     | Beiname     | Geboren       | Aufnahme | Gestorben     | Bild                      | Datenbank |
| ---- | ---------------------------------------- | ----------- | ------------- | -------- | ------------- | ------------------------- | --------- |
| 1282 | Alexander Brongniart                     | Werner III. | 5. Feb. 1770  | 28. Nov. | 7. Okt. 1847  | Alexander Brongniart      | 2170      |
| 1283 | Eduard von Eversmann                     | Steller     | 23. Jan. 1794 | 28. Nov. | 26. Apr. 1860 | Eduard von Eversmann      | 2678      |
| 1284 | Joseph von Fraunhofer                    | Herschel    | 6. März 1787  | 28. Nov. | 7. Juni 1826  | Joseph von Fraunhofer     | 7712      |
| 1285 | John Howship                             | Troja       | 1781          | 28. Nov. | 22. Jan. 1841 | John Howship              | 3920      |
| 1286 | Georg Friedrich von Jäger                | Borrichius  | 25. Dez. 1785 | 28. Nov. | 10. Sep. 1866 | Georg Friedrich von Jäger | 3533      |
| 1287 | Henry Laurent de Jussieu                 | Bernardus   | 23. Dez. 1797 | 28. Nov. | 29. Juni 1853 | Henry Laurent de Jussieu  | 4028      |
| 1288 | Adolph Friedrich Lüders                  | Pauli       | 5. Okt. 1791  | 28. Nov. | 14. Dez. 1831 |                           | 5050      |
| 1289 | Johannes Müller                          | Brunelli    | 14. Juli 1801 | 28. Nov. | 28. Apr. 1858 | Johannes Müller           | 5761      |
| 1290 | Joseph Cajetan von Textor                | Sabatier    | 28. Dez. 1782 | 28. Nov. | 7. Aug. 1860  | Joseph Cajetan von Textor | 6896      |
| 1291 | Julian Joseph Virey                      | Wedelius    | 5. Nov. 1775  | 28. Nov. | 9. März 1846  | Julian Joseph Virey       | 7058      |
| 1292 | Julius Leopold Theodor Friedrich Zincken | Brokhausen  | 7. Apr. 1770  | 28. Nov. | 8. Feb. 1856  |                           | 7404      |
| 1293 | Joseph Gerhard von Zuccarini             | Vandelli    | 10. Aug. 1797 | 28. Nov. | 18. Feb. 1848 |                           | 7422      |

## Hinweis zu den Lebensdaten
In der Liste sind zunächst die Lebensdaten gemäß Archiv der Leopoldina aufgenommen. Diese beziehen sich auf die Angaben gem. Neigebaur (1860) und Ule (1889). Die Lebensdaten im Namensartikel können daher von den Lebensdaten in der Liste abweichen.